# Музей визвольної боротьби України
Музе́й ви́звольної боротьби́ України — самостійний відділ Львівського історичного музею, що представляє історію визвольних змагань українського народу у XX століття.

## Історія
З метою відродження пам'яті про національновизвольні змагання українського народу, висвітлення історії боротьби за незалежну Українську державу у 1994 році Львівська обласна державна адміністрація прийняла розпорядження «Про створення Музею історії визвольних змагань українського народу».
Ініціаторами створення музею були Всеукраїнське Братство ОУН–УПА, Об'єднання Бувших вояків у Великій Британії, Братство колишніх вояків 1 УД УНА, Львівська обласна історико-культурологічна організація «Меморіал».

## Період експозиції
Розміщена тут експозиція відображає найвизначніші події в історії визвольної боротьби України від кінця XIX століття й до проголошення незалежності у 1991 році. Зокрема це бойовий шлях легіону Українських Січових Стрільців, події національно-визвольної революції 1917—1921 років в Наддніпрянській Україні та Галичині (УНР, Гетьманат Павла Скоропадського, ЗУНР), боротьба Української Військової організації (УВО) та Організації Українських Націоналістів (ОУН) в Західній Україні з польською окупацією (1920—1939), та боротьба Української Повстанської Армії (УПА) з радянськими окупантами у 1942—1950-х роках. Показано утворення та бойовий шлях Української дивізії «Галичина» — Першої Української дивізії Української національної армії. Розкрито тоталітарний характер сталінського режиму в післявоєнний період. Рух Шістдесятників та дисидентів 1970—1980-х років. Відновлення державної незалежності України.

## Експонати
Експонуються прапори військових формувань та парамілітарних організацій, зброя, військові мундири, мистецькі баталістичні твори, музичні інструменти, театральні костюми артистів українських театрів, документи, предмети побуту, скульптурні портрети Дмитра Донцова, Євгена Коновальця, о. Августина Волошина, Романа Шухевича.
У будинку розміщено також виставку «Воєнно-історичні пам'ятки» відділу історії Визвольних змагань України. В експозиції представлено документи підпільних організацій — Української Військової Організації (УВО), Організації Українських Націоналістів (ОУН) міжвоєнного часу, комплекси матеріалів — листівок, жетони Бойового Фонду, підпільні видання, які розповідають про боротьбу Української Повстанської Армії (УПА), збройного підпілля ОУН, Української дивізії «Галичина» — Перша Українська дивізія Української національної армії, матеріали Української Головної Визвольної Ради (УГВР) та документальні свідчення про масові репресії на Галичині періоду сталінського режиму.